# Salamun Kibli
Salamun Kibli (arab. سلامون قبلى) – miejscowość w Egipcie, w muhafazie Al-Minufijja. W 2006 roku liczyła 11 701 mieszkańców.